# Jaroslav Šedivý

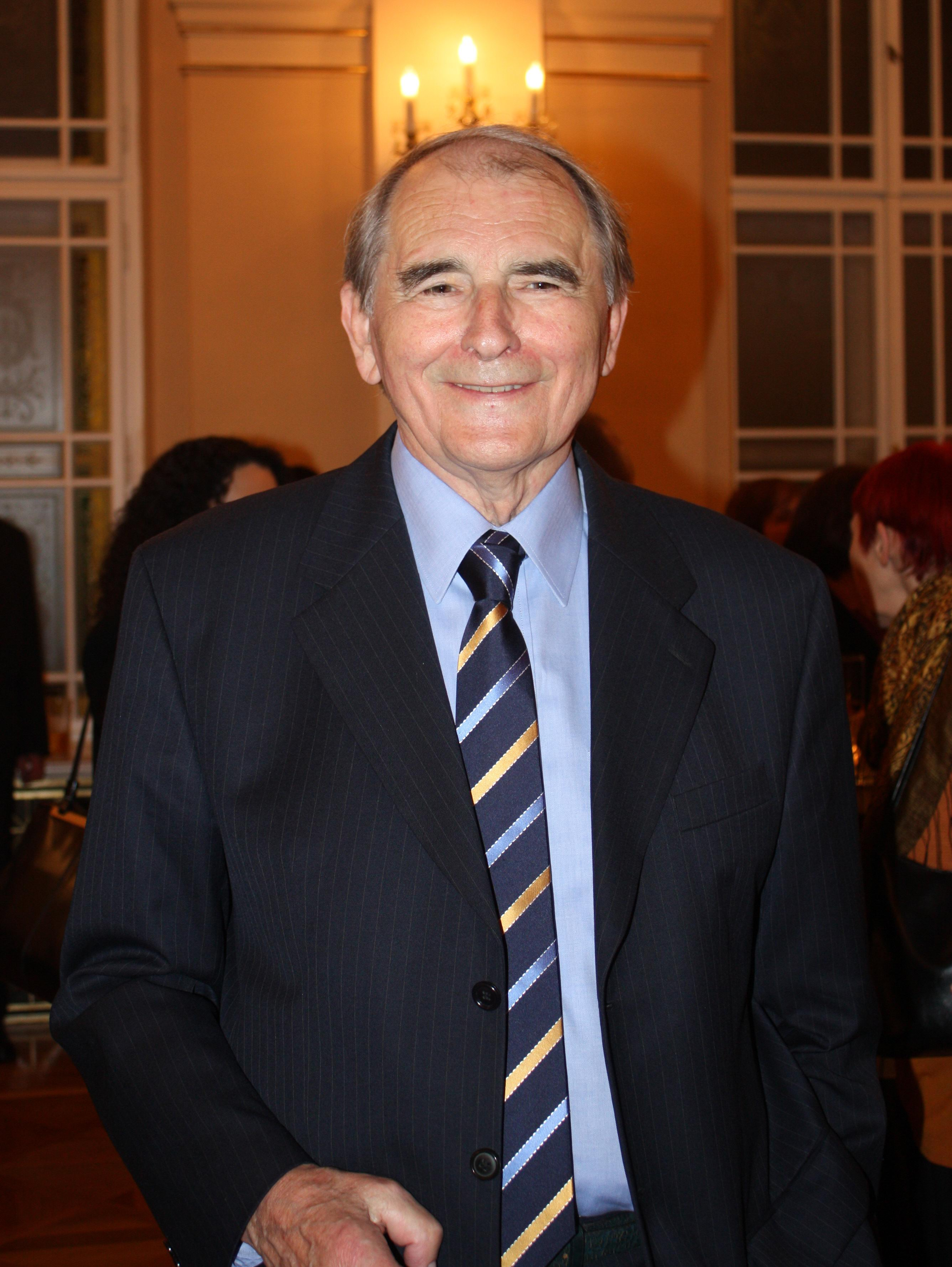
Jaroslav Šedivý (2010)

Jaroslav Šedivý (* 12. November 1929 in Prag; † 28. Januar 2023) war ein tschechischer Politiker. Er war zeitweise Außenminister und Botschafter in verschiedenen Ländern.
Šedivý trat am 2. Januar 1948 in die Kommunistische Partei der Tschechoslowakei ein. 1952 erlangte er einen Abschluss in Slawistik an der Karls-Universität Prag, im Jahr 1961 schloss er die Promotion ab.
Im Rahmen seines Wehrdienstes diente Šedivý in der militärischen Spionageabwehr, die Teil des tschechoslowakischen Staatssicherheitsdienstes war. Später arbeitete er als Wissenschaftler am Institut für Slavistik der Tschechischen Akademie der Wissenschaften und Künste in Prag. Nach dem Prager Frühling wurde er inhaftiert und arbeitete nach seiner Entlassung unter anderem als Waldarbeiter, Fahrer und Fensterputzer. Er publizierte zudem unter mehreren Pseudonymen.
Nach der Samtenen Revolution wurde Šedivý 1989 Berater des neuen Außenministers Jiří Dienstbier. Im Juni 1990 wurde er als Botschafter nach Frankreich entsandt. Später diente er als Botschafter in Belgien und Luxemburg. In der Übergangsregierung unter Josef Tošovský war er von 1997 bis 1998 Außenminister der Tschechischen Republik. Von 1999 bis 2002 diente er als Botschafter in der Schweiz.
2005 wurde Šedivý mit der Verdienstmedaille der Tschechischen Republik in Silber ausgezeichnet.
Šedivý war mit Marie Šedivá verheiratet und hatte zwei Kinder. Sein Sohn Jiří ist ebenfalls Politiker und Diplomat.